# Tracy Naluwooza
Tracy Naluwooza (6 settembre 2006) è una giocatrice di badminton ugandese.

## Palmarès
- Campionati africani

Il Cairo 2020: bronzo nel doppio femminile